# Weißenbach, Knežova
Weißenbach je naselje v Občini Knežova v Okraju Trg na Koroškem v Avstriji.